# Emily Fox
Emily Ann Fox (Ashburn, 5 de julho de 1998) é uma futebolista estadunidense que atua como lateral-direito. Atualmente joga pelo Arsenal.

## Início da vida
Nascida e criada em Ashburn, Virgínia, Fox começou a jogar futebol aos cinco anos. Ela também correu 5 km e praticou ginástica até o ensino médio. Ela estudou na Stone Bridge High School, onde jogou uma temporada como caloura, liderando o time com 16 gols como meio-campista e chegando ao jogo do campeonato estadual, e foi nomeada primeira equipe de todos os estados. Ela se formou um ano antes e entrou na Universidade da Carolina do Norte em janeiro de 2017.
Fox começou os primeiros treze jogos de sua temporada de outono de caloura com a Carolina do Norte antes de sofrer uma ruptura do ligamento cruzado anterior e perder o resto da temporada. Ela foi nomeada para o terceiro time da All- Atlantic Coast Conference e para o time de calouros. Em sua segunda temporada, devido à sua convocação para a USWNT em novembro de 2018, ela perdeu as semifinais e a final do torneio da ACC e a primeira rodada do torneio da NCAA. Ela voltou na terceira rodada, quando a Carolina do Norte chegou à final nacional, onde caiu por 1 a 0 para o estado da Flórida. Fox foi nomeada para o primeiro time da All-ACC e para o time de todos os torneios do campeonato da NCAA.
Fox liderou o time com 11 assistências na temporada de 2019 e foi novamente nomeada primeira equipe All-ACC. Ela deu assistência nos gols da vitória de Lotte Wubben-Moy e Alessia Russo nas semifinais e na final, respectivamente, do torneio ACC, fazendo parte do time do torneio. Ela marcou seu primeiro gol na faculdade na primeira rodada do torneio da NCAA contra Belmont e encontrou seu segundo gol para empatar o jogo contra a USC nas quartas de final, mas então rompeu seu ligamento cruzado anterior pela segunda vez naquele jogo. A Carolina do Norte venceu o jogo e chegou a outra final nacional, mas perdeu para Stanford nos pênaltis. Fox foi novamente nomeada primeira equipe All-ACC após a temporada de outono de 2020.

## Carreira
Fox foi convocada pelo Racing Louisville FC como a primeira escolha geral do Draft da NWSL de 2021. Fox jogou mais minutos do que qualquer outro novato da NWSL em 23 aparições pelo Racing. Ela liderou a liga em interceptações, com 115, e foi finalista do prêmio de Novato do Ano da NWSL. Fox foi nomeada para o segundo time do NWSL Best XI por suas atuações em sua temporada de estreia. Antes da temporada de 2022, Fox foi nomeada uma das quatro capitãs de equipe do Racing. Em janeiro de 2023, Fox foi negociado com o North Carolina Courage em troca de Abby Erceg e Carson Pickett. Fox fez parte do time que venceu a NWSL Challenge Cup de 2023, jogando em 4 das 8 partidas. Ela foi nomeada para o segundo time do NWSL Best XI pela segunda vez na conclusão da temporada de 2023.
Em 11 de janeiro de 2024, Fox assinou com o Arsenal. Três dias depois, ela fez sua estreia pelo clube na vitória do Arsenal na FA Cup sobre o Watford (5–1). Em 28 de janeiro de 2024, em sua segunda aparição na liga, ela registrou sua primeira assistência pelo Arsenal, preparando o gol de Vivianne Miedema e também ajudou a preparar o segundo gol na vitória por 2 a 0 contra o Liverpool. Ela foi eleita a jogadora da partida. Fox fez sua estreia na Liga dos Campeões Feminina da UEFA com o Arsenal em 4 de setembro de 2024, começando em uma partida em casa contra o Rangers, que terminou com uma vitória por 6 a 0. Ela marcou seu primeiro gol pelo clube durante uma vitória por 4 a 1 na fase de grupos da Liga dos Campeões contra o Vålerenga em 16 de outubro de 2024.
Fox recebeu sua primeira convocação para a seleção principal em novembro de 2018 para uma série de amistosos na Europa. Ela ganhou sua primeira convocação em 8 de novembro de 2018, quando começou como lateral direita contra Portugal. Fox também estava na escalação inicial cinco dias depois contra a Escócia. Fox foi originalmente nomeada apenas como uma jogadora de treino para o campo de treinamento da seleção feminina dos EUA antes da Copa SheBelieves de 2019, mas depois que Danielle Colaprico teve que se retirar do time devido a uma lesão, Fox foi adicionada à lista.

## Títulos
North Carolina Courage
- National Women's Soccer League: 2023

Arsenal
- FA Women's League Cup: 2023–24

Estados Unidos
- Jogos Olímpicos: 2024 (medalha de ouro)
- Campeonato Feminino da CONCACAF: 2022
- Copa Ouro: 2024
- SheBelieves Cup: 2022, 2023, 2024